# Elefantes de Kakiemon
Los Elefantes de Kakiemon son un par de figuras de elefantes de porcelana japonesa del siglo XVII que se encuentran en exposición en el Museo Británico. Fueron hechos por una de las alfarerías Kakiemon, que creó la primera porcelana esmaltada en Japón, y exportados por la primera Compañía Holandesa de las Indias Orientales. Se cree que estas figuras se realizaron entre 1660 y 1690 y tienen el estilo conocido como Kakiemon. Se hicieron cerca de Arita (Saga) en la isla japonesa de Kyūshū en un momento en que los elefantes aún no se habían visto en Japón.

## Descripción
Las figuras se basan en gran medida en los elefantes asiáticos, pero difieren ligeramente en algunos detalles. Al igual que el rinoceronte de Durero, este es un arte basado en la información de la que en ese momento disponían. Los artistas que hicieron estas figuras nunca habían visto un elefante real y tuvieron que trabajar a partir de dibujos y bocetos; posiblemente de fuentes budistas. Están hechos de porcelana esmaltada, lo que era una nueva tecnología en Japón en el momento en que se fabricaron. Cada elefante mide 35,5 cm de alto, 44 cm de largo y 14,5 cm de ancho. El nuevo vidriado casi blanco que se conoce como «nigoshide» se desarrolló en esta cerámica japonesa en el siglo XVII. 'Nigoshide' es conocido por su blancura y lleva el nombre del residuo que queda después de lavar el arroz. El fondo blanco está decorado con los característicos esmaltes de color rojo, verde, amarillo y azul.

## Origen

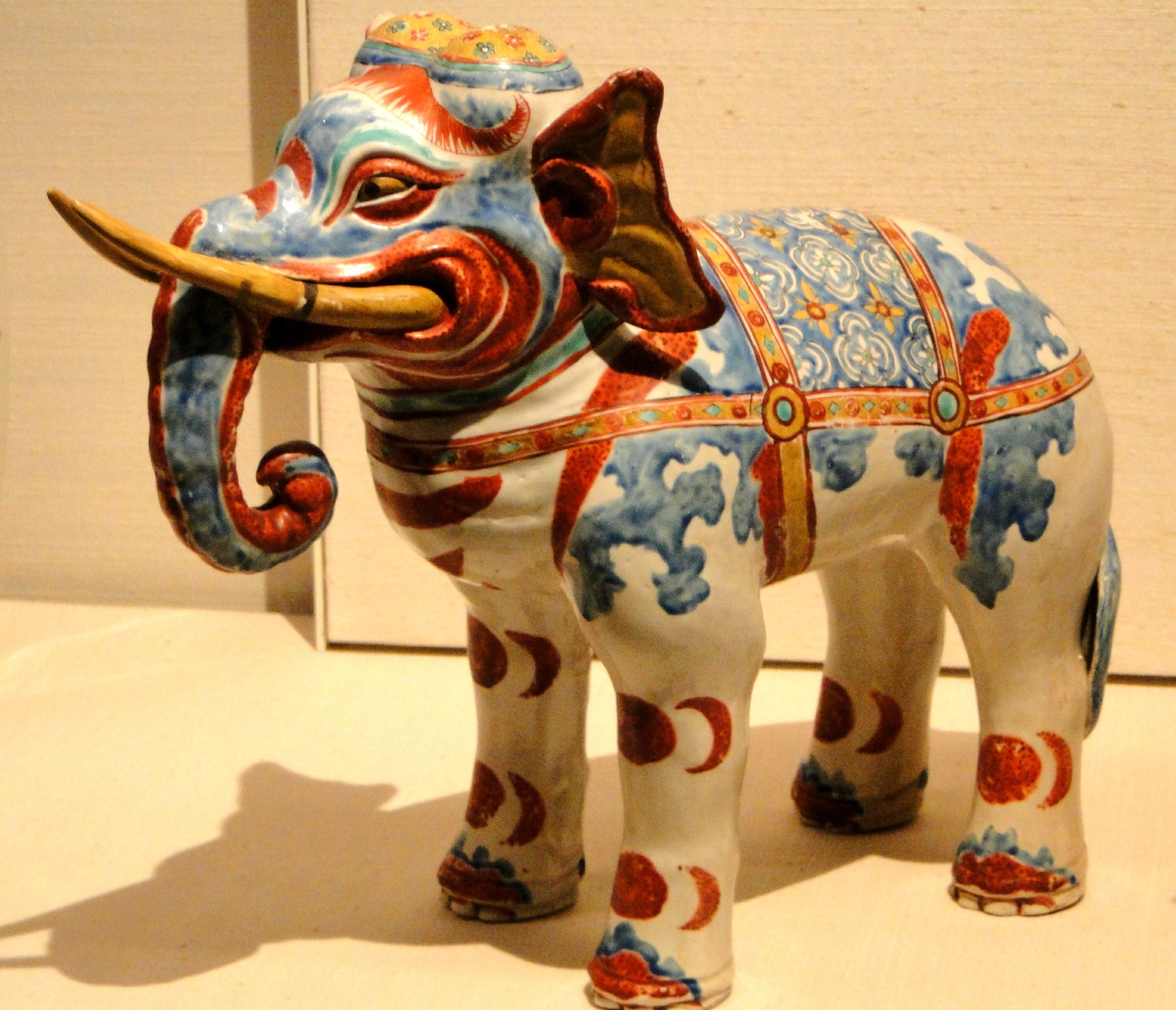
Una imagen detallada de uno de los elefantes

Estas cerámicas procedían de la alfarería de Sakaida Kakiemon, quien vivió entre 1596 y 1666. Trabajó con Higashijima Tokuemon para crear este tipo de cerámica, ahora tradicional, que fue copiada por otras fábricas de la zona. Los descendientes de Kakiemon continuaron con este estilo de porcelana, pero cayó en desuso y fue revivido por un descendiente de la duodécima generación, Sakaida Shibonosuke. La cerámica Kakiemon era un tipo importante de porcelana de exportación japonesa, enviada a Europa por la Compañía Holandesa de las Indias Orientales entre los puertos de Imari y Ámsterdam. Este comercio creció enormemente a finales del  siglo XVII. Inglaterra había intentado establecer una factoria (es decir, un puesto comercial) en Japón en 1613 en virtud de un acuerdo entre el rey Jaime I y el shōgun Tokugawa Hidetada, pero la iniciativa fue abandonada en 1623.
Los elefantes se encuentran ahora en el Museo Británico, como parte de la colección donada por Sir Harry Garner (un científico británico que también se destacó como experto y coleccionista de cerámica oriental).

## Importancia
La aparición de la porcelana esmaltada cerca de Arita en Kyushu inició la decoración al estilo Kakiemon en esmaltes de colores sobrevidriados. El éxito de los japoneses se debió a la interrupción de la industria de la porcelana china de Jingdezhen durante la guerra civil en la transición entre la dinastía Ming y la dinastía Qing. En este breve período, la porcelana de exportación china desapareció en gran medida y los alfareros japoneses intervinieron para llenar el vacío, incluida la nueva técnica y estilo de Kakiemon. Se cree que estos elefantes se hicieron entre 1660 y 1690. Se habrían hecho echándolos en moldes, puesto que se han encontrado restos de moldes rotos con forma de elefante en excavaciones modernas en Arita. Se considera que la porcelana de Meissen, que se desarrolló en el  siglo XVIII, estuvo fuertemente influenciada por las importaciones japonesas de Kakiemon.
El glaseado blanco como la leche llamado 'nigoshide', desarrollado por Kakiemon, estaba fuera de uso al final del período Edo. Sin embargo, la técnica fue redescubierta en 1953 por Sakaida Kakiemon XII (1878-1963) y Sakaida Kakiemon XIII (1906-1982) y fue declarada «Bien cultural intangible importante» japonés en 1971. La porcelana Kakiemon continuó fabricándose bajo la dirección de Sakaida Kakiemon XIV hasta su muerte en junio de 2013.
Existen pocos artefactos como este par de elefantes, aunque hay un elefante similar (c. 1680) en el Museo Groninger en los Países Bajos y otro en el Museo Fitzwilliam en Cambridge.

## Una historia del mundo en cien objetos
Esta escultura apareció en Una historia del mundo en cien objetos, una serie de programas de radio que comenzó en 2010 como una colaboración entre la BBC y el Museo Británico.